# フレッド・クレール・スカマローニ
フレッド・クレール・スカマローニ（Fred Scamaroni、1914年10月24日 - 1943年3月19日）はフランスのレジスタンス活動家。
先祖は14世紀にモンテネグロからコルシカ島に移住してきた。パリで教育を受ける。1934年2月12日にコンコルド広場で右派に対抗して開催されたデモに参加し、負傷する。公務員であり、戦場に行く義務はなかったが、1939年9月のドイツのポーランド侵攻に対して抗議したイギリス、フランスの宣戦布告によって交戦状態に入ったため、公務員を辞職してフランス軍に参加する。
1940年6月17日、ピレネー山脈の村にいるときにフィリップ・ペタンの演説を聞く。その演説に従わず、フランス軍の仲間119人とイギリスに行く機会をさぐり、ボルドーに近いビアリッツで漁師とフランス軍憲兵の協力により、イギリスに渡る。ロンドンに到着したのち、FFLに入り、ダカールでペタン派の軍隊と戦い、逮捕される。FFLの主席であったシャルル・ド・ゴールの戦略により、仲間3人と共にオーヴェルニュ地方の刑務所に移送され、1941年1月、釈放されてリモージュに移り住むことができた。その後、組織を作るためコルシカに上陸。コルシカに上陸したのち再びイギリスに渡る直前にパリに立ち寄る。ロンドンでレジスタンスの訓練を受け、何度もロンドンとフランスを行き来する。
1943年1月、イギリスの潜水艦でジブラルタル海峡を通ってコルシカに潜入し、コルシカでレジスタンス組織の統一を図る。1943年3月、何者かに密告され、イタリアの秘密警察・OVRAに逮捕され、拷問を受ける。組織の情報を知られないために自ら命を絶つ。1943年10月にド・ゴールがコルシカに上陸した後でOVARの記録と歯科のカルテにより、遺体が彼のものであることが確認され、1200人の「解放の仲間たち」に名を加えられる。